# Летюча Бригада УВО

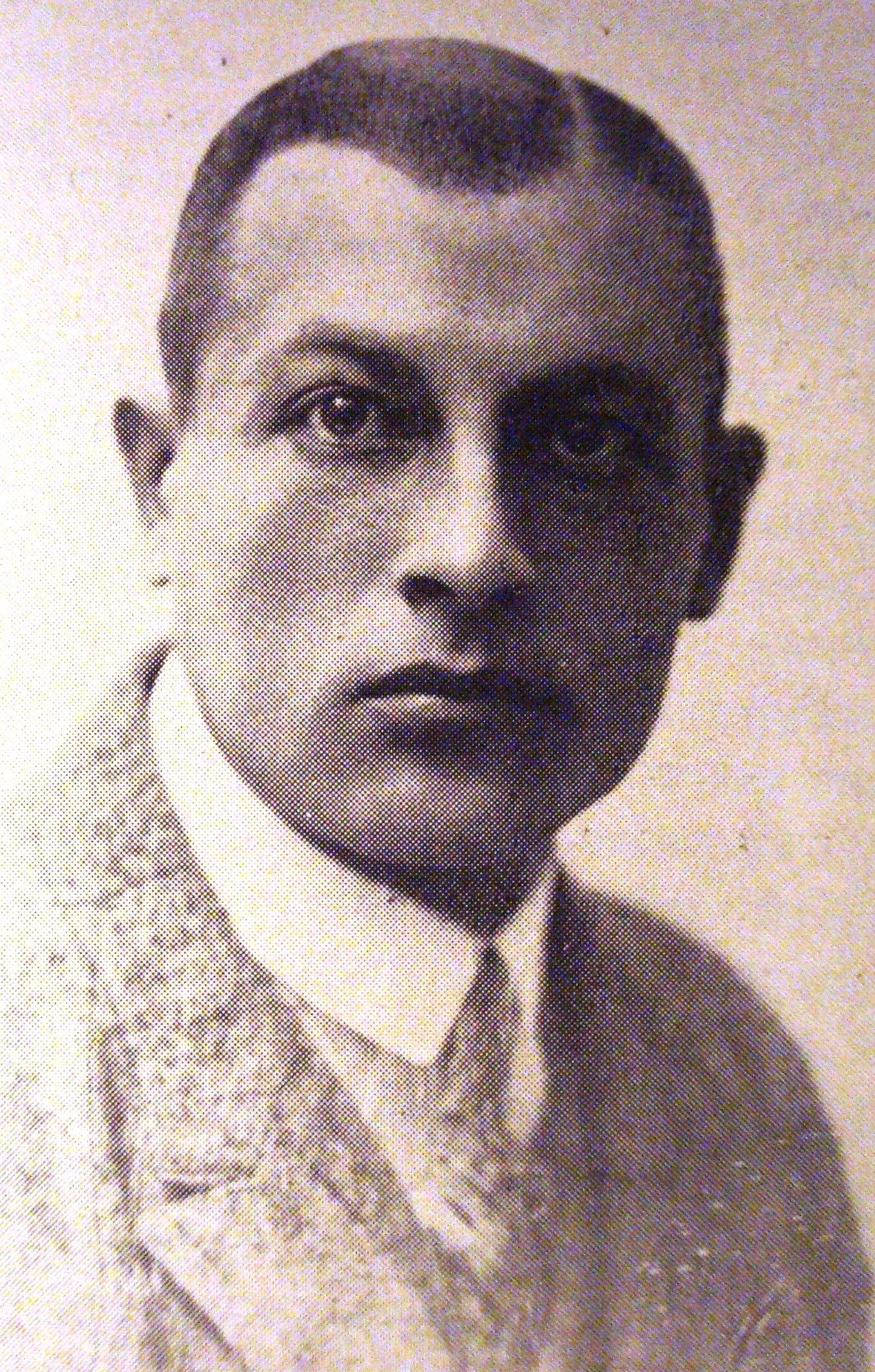
Юліан Головінський, творець і керівниник «Летючої бригади» УВО

«Летюча бригада» — спеціальний підрозділ Української Військової Організації, створений у складі групи спеціально підготовлених і законспірованих бойовиків для здобуття коштів шляхом вчинення ексів (експропріаційних актів — нападів на державні установи із метою заволодіння коштами, які в умовах польської окупації вважалися українським національним здобутком і тому повинні бути повернені на благо української нації).
Створена Крайовим Командантом УВО Юліаном Головінським у лютому 1924 р.
Члени «Летючої бригади» діяли в умовах цілковитої конспірації. У місцях свого проживання вони зобов'язані були видавали себе за поляків чи німців. Відвідувати всі заходи, що організовувалися українською громадськістю, їм було суворо заборонено. У приватному житті членам «Летючої бригади» навіть було заборонено залицятися до українських дівчат.

## Склад
До складу «Летючої бригади» УВО входили :
- Юліан Головінський («Юлько», як керівник),
- Омелян Сеник («Мілько», як заступник керівника),
- Іван Паславський (як заступник керівника),
- Теодор Яцура (як хімік бригади),
- Микола Ясінський («Льолько»),
- Роман Барановський,
- Ярослав Барановський,
- Володимир Моклович,
- Антін Стефанишин,
- Микола Бігун,
- Микола Ковалисько,
- Прокіп Матійців,
- Василь Атаманчук,
- Михайло Вербицький.

Крім того, до ексів «Летючої бригади», як правило, долучався бойовий референт округи чи повіту, на території якого здійснювався екс.
У окремих ексах брали також участь інші бойовики та навіть прихильники УВО (В. Шумський, С. Букало, Д. Дубаневич, А. Медвідь, В. Лупуль).

план нападу на головну пошту м. Львів, 1925 р.

## Діяльність
Вичерпного переліку ексів, здійснених «Летючою бригадою» УВО скласти неможливо внаслідок надзвичайної конспірації її діяльності. Але є цілий ряд ексів, вчинення яких «Летючою бригадою» УВО доведене, зокрема:
- акція проти польських дворів — рейд групи з 14 бойовиків на чолі з Миколою Бігуном від Ясіні (Закарпаття) через Печеніжин до Долинщини (літо 1924 р.);
- напад на поштовий транспорт під Богородчанами (29.07.1924 р.);
- напади на поштові амбулянси під Калушем (30.05.1924 та 28.11.1924);
- напад на головну пошту Львова (28.03.1925 р.);
- напад на касу повітового уряду в Долині (19.07.1925);
- напад на поштову адміністрацію м. Сьрем на Познанщині з експропріацією 28 тис. зл. (1.11.1924);
- невдала експропріація поштових грошей під Дунаєвом коло Поморян (29.09.1924).

## Суд над членами «Летючої бригади»
Видання Ярославом Барановським поліції криївки на вулиці Убоч у Львові спричинило арешти більшості членів «Летючої бригади», що унеможливило її подальшу діяльність.
1 червня 1926 р. у Львові розпочався процес над бойовиками «бригади», перед судом опинилися:
- Володимир Люпуль, 20 років, випускник учительської семінарії (м. Калуш);
- Іван Паславський, 31 рік, випускник гімназії (м. Любачів);
- Микола Бігун, 24 роки, студент (м. Прага, Чехословаччина);
- Ярослав Барановський, 20 років, студент(м. Львів);
- Роман Барановський, 22 роки, студент (м. Львів);
- Володимир Шумський, 26 років, приватний підприємець (м. Дрогобич);
- Микола Ковалисько, 27 років, студент (м. Львів);
- Антін Медвідь, 31 рік, робітник (м. Долина);
- Микола Ясінський, 26 років, випускник гімназії (м. Станіслав);
- Андрій Оленський, 25 років, студент (м. Познань);
- Дмитро Дубаневич, 26 років, слюсар;
- Антін Стефанишин, 30 років, публіцист (м. Долина).

Завдяки зусиллям адвокатів (Лев Ганкевич, Михайло Волошин, Степан Шухевич, Маріян Глушкевич) засуджені отримали надзвичайно легкий присуд, з огляду на те, що більшості загрожував смертельний вирок:
- 8 років важкої тюрми (Дмитро Дубаневич);
- 6 років важкої тюрми (Микола Бігун);
- 5 років важкої тюрми (Іван Паславський);
- 4 роки важкої тюрми (Микола Ясінський);
- 3 роки важкої тюрми (Андрій Оленський, Антін Медвідь, брати Барановські);
- інші 4 — виправдані.

Хоча вже засуджені мали заряджені револьвери в камерах, з приводу легкості присуду відмовилися від втечі зі в'язниці, тому передали револьвери адвокатами на волю.
Але мережа «Летючої бригади» була викрита остаточно і подальша її діяльність стала неможливою.